# Виртсьярв
Виртсьярв (ест. Võrtsjärv) — прісноводне озеро на півдні Естонії, на межі повітів Тартумаа та Вільяндімаа. Площа становить близько 266 км², це найбільше озеро Естонії після Чудського озера і найбільша внутрішня водойма Естонії. Висота над рівнем моря 33,7 м. Середня глибина 2,8 м, найбільша — 6 м.
У озеро впадають річки Вяйке Емайигі, Тарвасту, Тянассільма, Ихне, Лейє, Адула та інші. З озера Виртсьярв бере свій початок річка Емайигі, що впадає до Чудського озера
Озеро є місцем розведення вугра та інших делікатесних порід риби. У рік виловлюється до 250 тонн риби. На березі озера — лімнологічна станція.